# Hostensmolen (Ruiselede)
De Hostensmolen (ook Hostesmolen), ooit eigendom van de molenaarsfamilie Hoste, is een stenen windmolen in de gemeente Ruiselede, gelegen in West-Vlaanderen. Hij wordt sinds 2000 'Gemeentemolen' genoemd en kreeg voorheen ook de verkeerdelijke naam ‘Kruiswegemolen’. Bij aankoop door de gemeente werd bepaald dat de molen steeds "Hostensmolen" moet genoemd worden.

## Geschiedenis
De Hostesmolen is een bakstenen molen die ca. 1774 werd gebouwd op de plaats waar voorheen een houten molen stond. Het jaartal 1774 staat in het scheerwerk van de kap gegrift.
Omstreeks 1856 werd de molen verhoogd voor een betere windvang. Ca. 1885 werd een stoommachine in de molen geplaatst om het malen op windstille dagen mogelijk te maken.
Sinds 17 maart 1949 is deze stenen stellingmolen beschermd als monument. Vanaf 1961 werd de molen stilgelegd en raakte in verval. De molen werd in 1985 deels hersteld. In 1997 kocht de gemeente Ruiselede de molen, die in 1999 werd gerestaureerd. De restauratie gebeurde o.a. in samenwerking met molenmaker Roland Wieme. Hostesmolen kreeg ook een nieuwbouw met vergaderzaal en sanitair blok. De molen is opnieuw in gebruik sinds september 2001.

## Heden
De wieken hebben een vlucht van 24 meter. De molen heeft een witbeschilderde romp met houten gaanderij. Hij wordt nog regelmatig draaiende gehouden, vooral op zondagvoormiddag. Samen met de Knokmolen bepaalt deze molen het beeld van de gemeente Ruiselede die ook 'molendorp' wordt genoemd.
- Inventaris van het Bouwkundig Erfgoed (Vlaanderen): 90566